# 岐阜県道31号岐阜垂井線

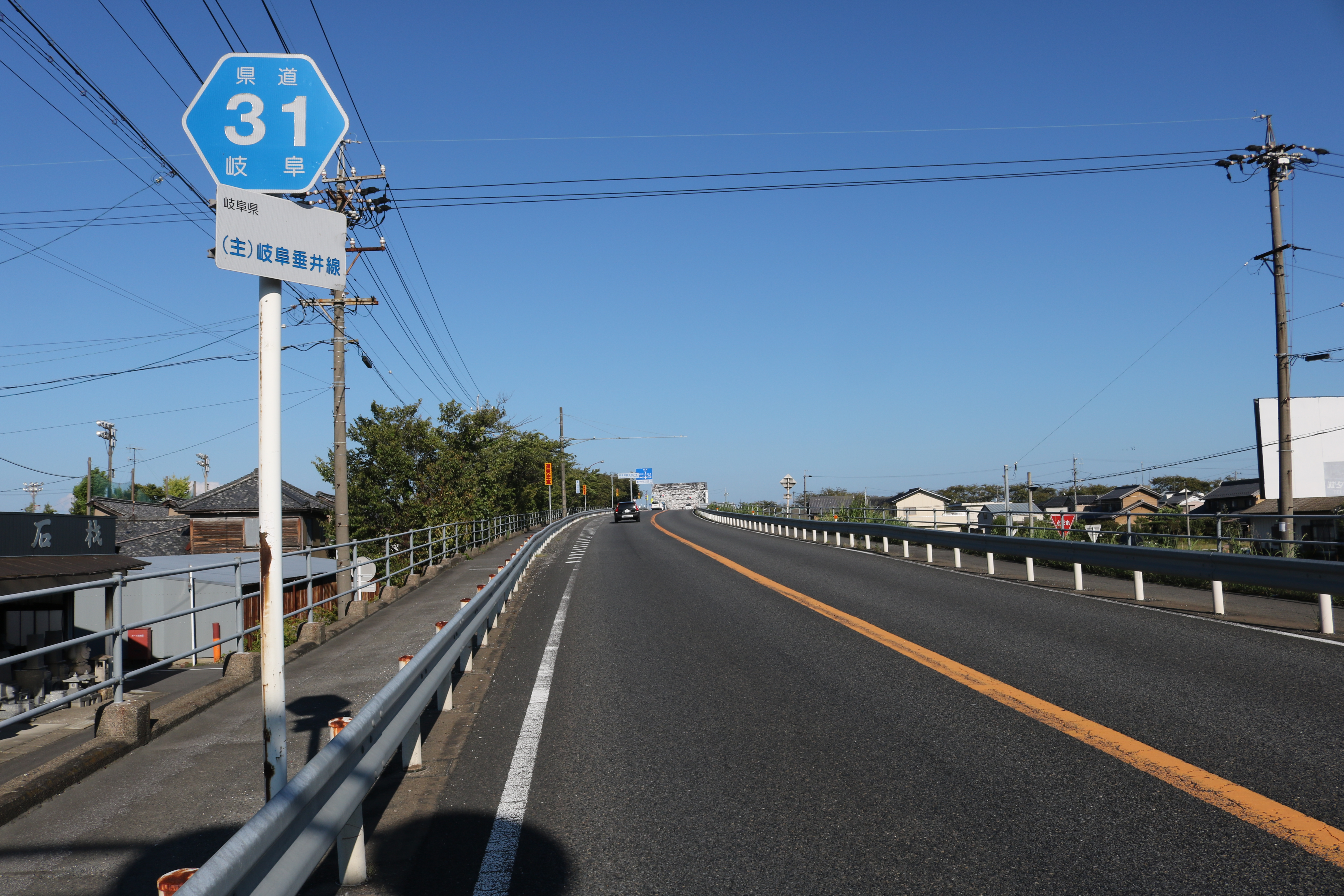
岐阜県道31号岐阜垂井線、大垣市墨俣町墨俣にて

岐阜県道31号岐阜垂井線（ぎふけんどう31ごう ぎふたるいせん）とは岐阜県岐阜市と同県不破郡垂井町を結ぶ県道（主要地方道）である。

## 概要
国道21号（岐大バイパス）が開通する以前は、国道21号に指定されていた道路で、「岐垣国道」と呼ばれた。現在でも「旧国道」や「旧21号」、または「旧道」と地元では呼ばれる。国道指定を外れた今も岐阜市と西濃地域を結ぶ重要な幹線道路のひとつである。

### 路線データ
- 起点：岐阜県岐阜市六条福寿町（岐阜県道1号岐阜南濃線、岐阜県道151号岐阜羽島線交点「加納竜興町3」交差点）
- 終点：岐阜県不破郡垂井町表佐東小柳（国道21号交点「綾戸口」交差点）
- 実延長：18.274km[1]

## 歴史
- 1993年（平成5年）5月11日 - 建設省（現・国土交通省）から、一般県道芋島六条線の一部および一般県道岐阜垂井線が岐阜垂井線として主要地方道に指定される[2]。
- 1994年（平成6年）4月1日 - 岐阜県が主要地方道岐阜垂井線を路線認定（整理番号31）。

## 路線状況

### 別名
- 岐阜西通り（岐阜市）
- 美濃街道（大垣市、垂井町）
- 吉例街道（大垣市、垂井町）

### 重複区間
- 岐阜県道151号岐阜羽島線（岐阜市内、起点の「加納竜興町3」交差点から「加納梅田町」交差点まで。本線岐阜垂井線が優先。）
- 岐阜県道23号北方多度線（大垣市内、大垣市墨俣町長良大橋西詰から墨俣西交差点まで）
- 国道258号（大垣市内、「旭町」交差点（同国道、岐阜県道237号西大垣停車場線交点）から「禾森交差点」（岐阜県道18号大垣一宮線交点）まで）
- 岐阜県道18号大垣一宮線（大垣市内、「禾森交差点」（国道258号交点）から「船町４」交差点（同線との交点）まで）
- 岐阜県道214号養老赤坂線（大垣市中曽根町から長松町まで、本線岐阜垂井線が優先。）

### 道路施設
- 長良大橋（長良川）
- 揖斐大橋（揖斐川）

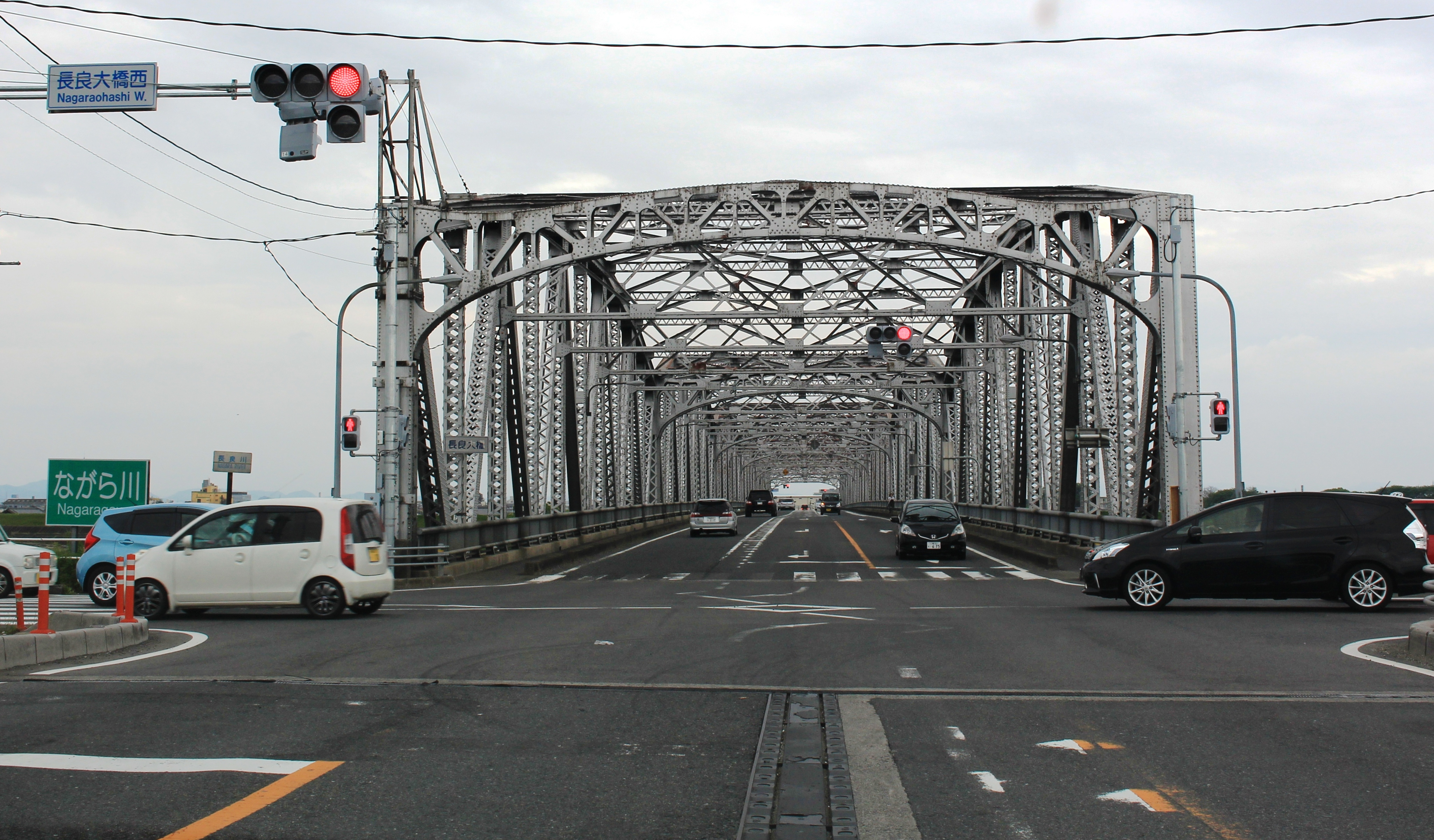
長良川に架かる長良大橋
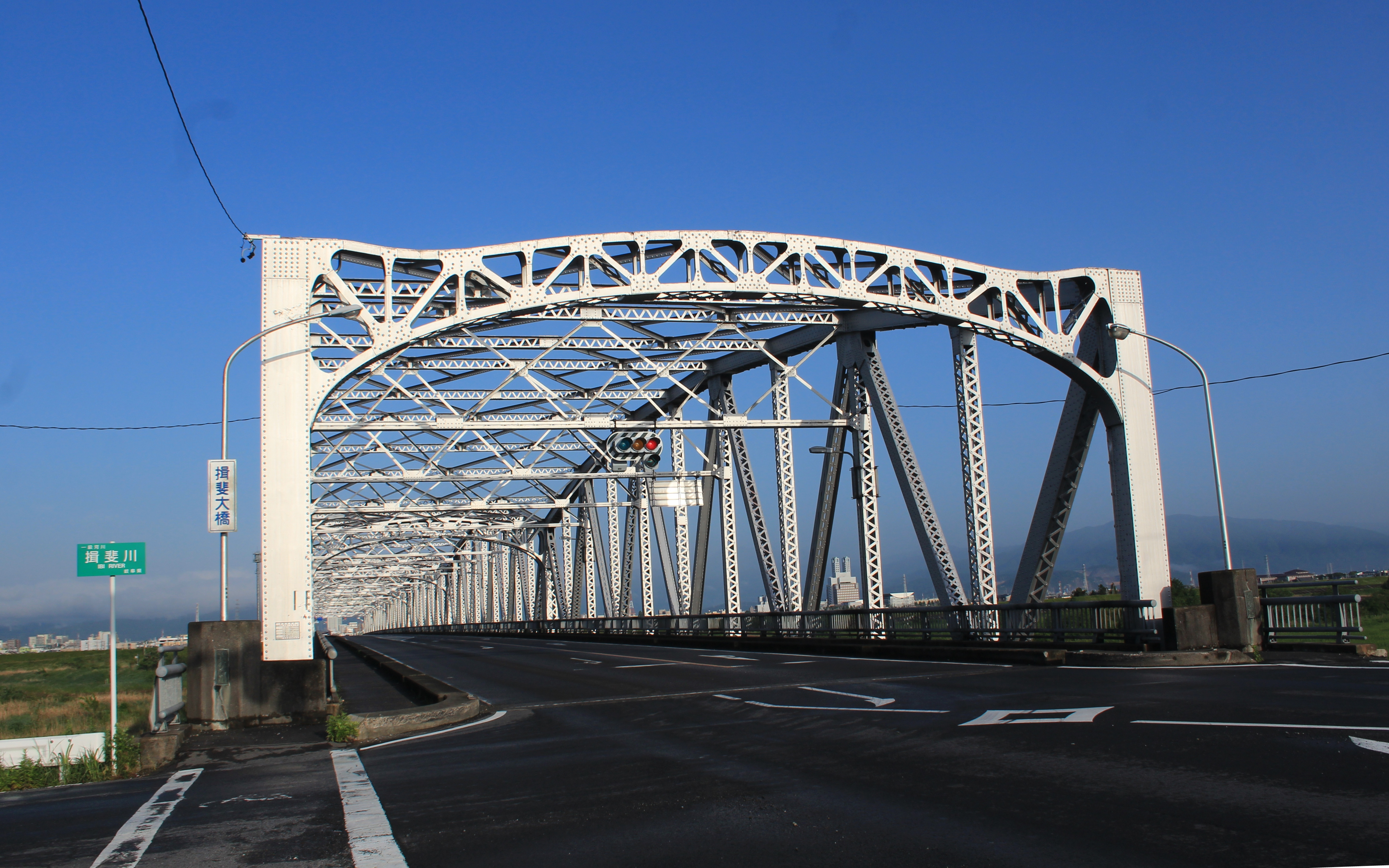
揖斐川に架かる揖斐大橋

## 地理

### 通過する自治体
- 岐阜県
  - 岐阜市
  - 大垣市
  - 安八郡
    - 安八町

  - 大垣市
  - 不破郡
    - 垂井町

### 交差する道路

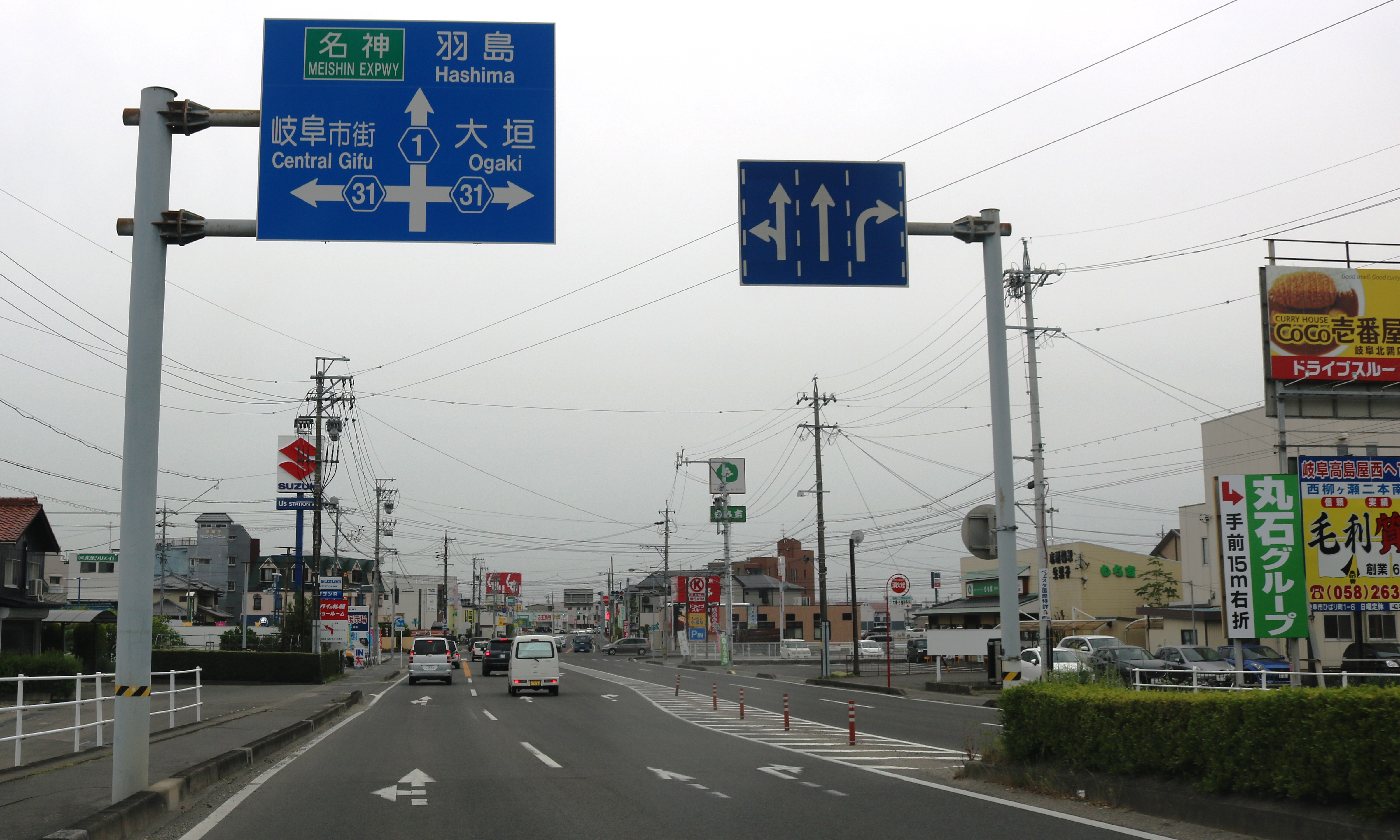
岐阜県道1号岐阜南濃線との「西鶉1」交差点、岐阜市西鶉1

- 岐阜県道1号岐阜南濃線（岐阜市加納竜興町 「加納竜興町3」交差点）
- 岐阜県道151号岐阜羽島線（岐阜市加納竜興町 「加納竜興町」3交差点、同市加納梅田町、「加納梅田町」交差点）
- 国道21号（岐阜市六条大溝１ 「六条」交差点）

- 岐阜県道1号岐阜南濃線（岐阜市西鶉1 「西鶉1」交差点）
- 岐阜県道164号鶉笠松線（岐阜市西鶉2 「西鶉2」交差点）
- 岐阜県道157号鶉羽島線（岐阜市柳津町上佐波西1 上佐波西1交差点）
- 岐阜県道173号文殊茶屋新田線（バイパス）（岐阜市柳津町上佐波西1 上佐波西1交差点）
- 岐阜県道154号笠松墨俣線（岐阜市茶屋新田4 「茶屋新田4」交差点）
- 岐阜県道173号文殊茶屋新田線（岐阜市茶屋新田 「長良大橋東」交差点）
- 岐阜県道153号羽島茶屋新田線（岐阜市茶屋新田 「長良大橋東」交差点）
- 岐阜県道23号北方多度線（大垣市墨俣町墨俣 「長良大橋西」交差点、同市墨俣町墨俣　「墨俣西」交差点）
- 岐阜県道163号墨俣合渡岐阜線（大垣市墨俣町墨俣 「長良大橋西」交差点）
- 岐阜県道195号岐阜千本松原公園自転車道線（大垣市墨俣町墨俣 「長良大橋西」交差点）
- 岐阜県道219号安八平田線（大垣市墨俣町墨俣 「墨俣西」交差点）

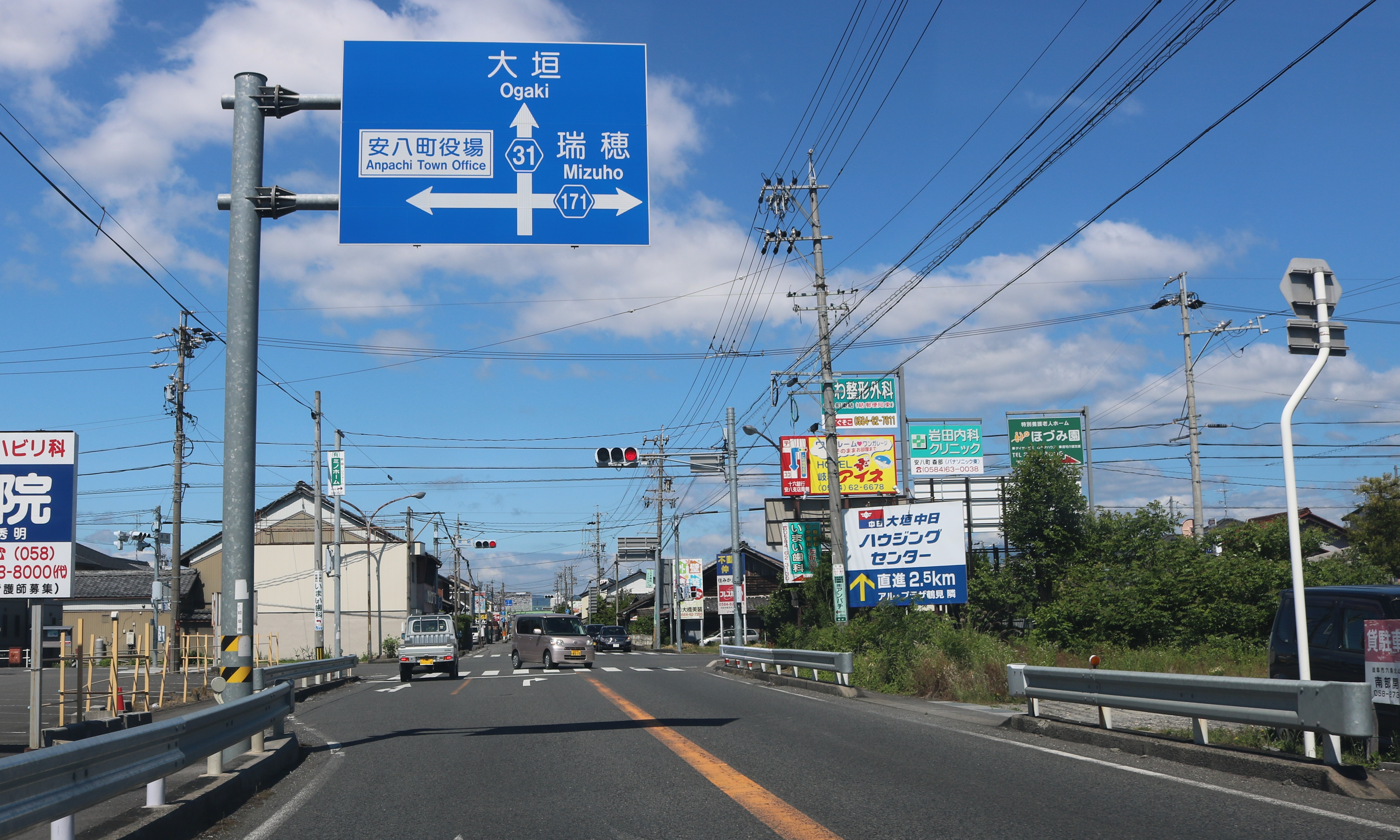
岐阜県道171号美江寺西結線との 「東結」交差点、安八郡安八町東結

- 岐阜県道171号美江寺西結線（安八郡安八町東結 「東結」交差点）
- 岐阜県道220号安八海津線（安八郡安八町西結 「揖斐大橋東」交差点）
- 岐阜県道232号今尾大垣線（大垣市万石町 「揖斐大橋西」交差点）
- 岐阜県道261号脛永万石線（大垣市万石町 「揖斐大橋西」交差点）
- 岐阜県道50号大垣環状線（大垣市上面4 「上面」交差点）
- 国道258号（大垣市旭町1 「旭町」交差点、同市南頬町4　「禾森交差点」）
- 岐阜県道237号西大垣停車場線（大垣市旭町1 「旭町」交差点）
- 岐阜県道18号大垣一宮線（大垣市南頬町4 「禾森交差点」、同市船町4　「船町4」交差点）
- 岐阜県道57号大垣停車場線（大垣市寺内町3 「寺内町」交差点）
- 岐阜県道225号小倉烏江大垣線（大垣市船町7 「船町交番前」交差点）
- 岐阜県道96号大垣養老公園線（大垣市静里町 「静里町」交差点）
- 岐阜県道50号大垣環状線（大垣市中曽根町 「中曽根町」交差点）
- 岐阜県道214号養老赤坂線（大垣市中曽根町 「中曽根町西」交差点、同市長松町　「荒崎小学校南」交差点）
- 国道21号（不破郡垂井町表佐 「綾戸口」交差点）

### 沿線施設等
- 岐阜加納西郵便局
- 岐阜精機工業
- 六条南公園
- 中日新聞印刷岐阜工場
- 福山通運岐阜流通センター
- 岐阜県立華陽フロンティア高等学校
- 華西公園
- 日置江簡易郵便局
- 大垣市立墨俣小学校
- 大垣市安八郡安八町組合立東安中学校
- 安八町立結小学校
- 松岡コンクリート工業
- 大垣フォーラムホテル
- アル・プラザ鶴見
- 大垣競輪場
- 奥の細道むすびの地記念館
- 大垣船町郵便局
- 大垣市立西小学校
- 杭瀬川公園
- 大垣市立静里小学校、大垣市立静里幼稚園
- 太平洋工業本社
- 日本耐酸壜工業
- 太平洋精工
- 大垣荒川簡易郵便局
- 大垣市立荒崎小学校、大垣市立荒崎幼稚園
- 朝日興業